# Allons (Alpes-de-Haute-Provence)
Cet article possède un paronyme, voir Allos.
Pour les articles homonymes, voir Allons.
Allons /alõs/ est une commune française située dans le département des Alpes-de-Haute-Provence, en région Provence-Alpes-Côte d'Azur.

## Géographie

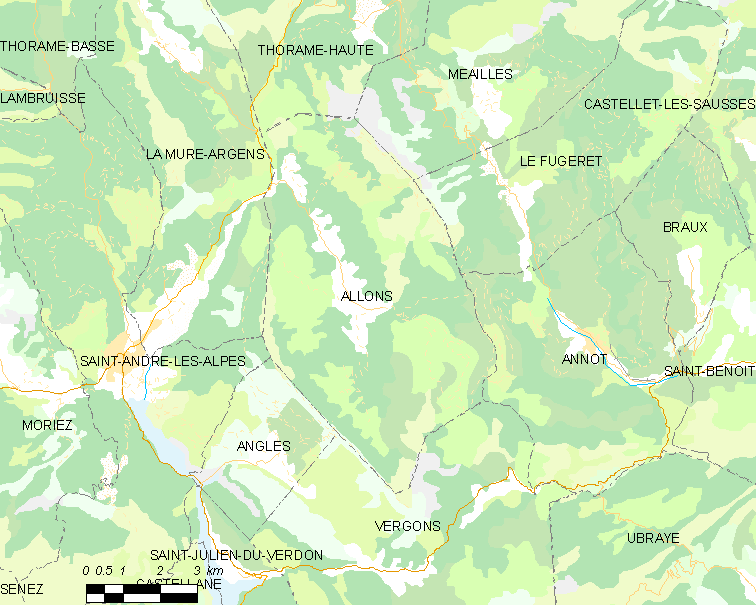
Allons et les communes voisines (Cliquez sur la carte pour accéder à une grande carte avec la légende).

La commune d'Allons occupe un territoire principalement situé dans la petite vallée de l'Ivoire, affluent du Verdon, à l’écart de la route principale de la vallée du Verdon. On peut observer deux fermetures naturelles du site, l'une au niveau de Vauclause qui correspond à la limite de la commune au niveau de la vallée du Verdon, l'autre immédiatement située à la sortie du village où on distingue des restes de fortification.
Allons est une des 46 communes adhérentes du parc naturel régional du Verdon.
Le village est situé à 1 073 m d’altitude.
Les communes limitrophes d’Allons sont Thorame-Haute, Méailles, Le Fugeret, Annot, Vergons, Angles, Saint-André-les-Alpes et La Mure-Argens.

### Géologie et relief
- crête de Puy de Rent (1 996 m) ; le Puy (1 820 m) ; Basse d’Allons (1 493 m)
- le Roncheret (1 617 m) ; le Puel (1 532 m) ; le col de l’Iscle (1 394 m) ; sommet de Montagnone (1 775 m)
- crête de Chamatte ; Basse d’Angles ; crête des Serres, 1 778 m au Serre Gros

### Hydrographie
Allons est traversée par l'Ivoire (affluent du Verdon, rivière de 165,9 km affluent de la Durance), ainsi que par plusieurs ruisseaux et torrents.
Cours d'eau sur la commune ou à son aval :
- torrents la Sasse, l'Ivoire,
- ravins de Défens, de Pra Chiriei, de Barbette, des Combes, de Saint-Domnin.

### Climat
Pour des articles plus généraux, voir Climat de Provence-Alpes-Côte d'Azur et Climat des Alpes-de-Haute-Provence.
En 2010, le climat de la commune est de type climat des marges montargnardes, selon une étude du Centre national de la recherche scientifique s'appuyant sur une série de données couvrant la période 1971-2000. En 2020, Météo-France publie une typologie des climats de la France métropolitaine dans laquelle la commune est exposée à un climat de montagne ou de marges de montagne et est dans la région climatique Alpes du sud, caractérisée par une pluviométrie annuelle de 850 à 1 000 mm, minimale en été.
Pour la période 1971-2000, la température annuelle moyenne est de 9,4 °C, avec une amplitude thermique annuelle de 16,5 °C. Le cumul annuel moyen de précipitations est de 973 mm, avec 6,3 jours de précipitations en janvier et 5,4 jours en juillet. Pour la période 1991-2020, la température moyenne annuelle observée sur la station météorologique de Météo-France la plus proche, « Méailles_sapc », sur la commune de Méailles à 6 km à vol d'oiseau, est de 11,2 °C et le cumul annuel moyen de précipitations est de 1 033,2 mm. 
La température maximale relevée sur cette station est de 38,3 °C, atteinte le 28 juin 2019 ; la température minimale est de −14,2 °C, atteinte le 6 février 2012,,.
Les paramètres climatiques de la commune ont été estimés pour le milieu du siècle (2041-2070) selon différents scénarios d'émission de gaz à effet de serre à partir des nouvelles projections climatiques de référence DRIAS-2020. Ils sont consultables sur un site dédié publié par Météo-France en novembre 2022.

### Environnement
La commune compte 2 266 ha de bois et forêts, soit plus de la moitié de la superficie.

#### Flore
La commune correspond à un bassin versant orienté est-ouest, avec donc un grand ubac et un grand adret.
Sur l'ubac, se trouve une pinède. Une forêt de hêtres pousse à côté du village. Une ripisylve abondante en saules pousse le long de l'Ivoire.

### Transports
Un arrêt facultatif du train des Pignes est partagé entre la commune d’Allons et celle d’Argens.
En voiture, l’accès se fait uniquement par la route départementale 52, embranchement de la RD 955.

### Hameaux
La Moûtière ; la Forêt.

### Risques naturels et technologiques
Aucune des 200 communes du département n'est en zone de risque sismique nul. Le canton de Castellane auquel appartient Allons est en zone 1b (risque faible) selon la classification déterministe de 1991, basée sur les séismes historiques, et en zone 4 (risque moyen) selon la classification probabiliste EC8 de 2011. La commune d’Allons est également exposée à trois autres risques naturels:
- feu de forêt,
- inondation, de façon marginale dans la vallée,
- mouvement de terrain : la commune est concernée par un aléa moyen à fort sur le versant situé au-dessus de Vauclause, dans la vallée du Verdon[16],
- et avalanche.

La commune d’Allons n’est exposée à aucun des risques d’origine technologique recensés par la préfecture et aucun plan de prévention des risques naturels prévisibles (PPR) n’existe pour la commune ; le Dicrim existe depuis 2011.
La commune a été l’objet d’un seul arrêté de catastrophe naturelle, en 1994 pour des inondations et coulées de boue.

## Toponymie
La localité apparaît pour la première fois dans les chartes en 1113 (sous la forme Alonz). Ce toponyme s’est formé sur un nom propre germanique, Alonius, selon Ernest Nègre. Charles Rostaing et les Fénié avancent que le nom s’est formé sur la racine orographique (en rapport avec la montagne) Al- (qui entre dans la composition d’alpe),. Cette racine est probablement antérieure aux Gaulois.
Allonh en occitan.

## Histoire
Un oppidum occupait le site du Castellas à l’âge du fer. Auguste fait la conquête de la vallée du Verdon en même temps que celle des Alpes, qu’il achève en 14 av. J.-C. Il est difficile de connaître le nom du peuple gaulois qui peuplait la vallée, et le nom de la civitas dont Allons dépendait au Haut-Empire : Eturamina (Thorame), Civitas Saliniensum (Castellane) ou Sanitensium (Senez). À la fin de l’Empire romain, le rattachement à celle de Sanitensium, et à son diocèse, semblent avérés.
Une statue de bronze datant de l’Antiquité a été retrouvée sur la commune (actuellement perdue).

### Moyen Âge
Il est possible que la chapelle Saint-Domnin, à la Moûtière, ait été construite à l’emplacement occupé par la communauté d’Allons au Haut-Moyen Âge, en lien avec un premier monastère. Sur le versant opposé se trouvent plusieurs toponymes les Villas qui renforcent cette hypothèse. Le site de Haut-Ville, en fond de vallée, peut être contemporain.
En 1072, Pons Sylvain (Pontius Silvanus) est propriétaire du domaine et donc d’une partie importante, si ce n’est de toute la vallée. Il fait don de terres à l’abbaye Saint-Victor de Marseille, qui y établit à la fin du XIe-début du XIIe siècle, un prieuré, Saint-Martin. Le village d’Allons se crée peu après, autour d’une nouvelle église elle aussi sous la titulature de saint Martin, et le prieuré est abandonné au XIIIe siècle.
Le fief appartient d’abord aux évêques de Senez, puis à l’abbaye Saint-Victor de Marseille.
La communauté d’Allons relevait de la viguerie de Castellane,. On trouve dans le village trois bâtisses connues pour avoir abrité différentes familles nobles, parmi lesquelles les de Requiston et les de Richery, coseigneurs, les Villeneuve, les Disdier d' Allons avec Louis Disdier, seigneur d' Allons (1535-1593) qui fût aussi gouverneur de Serres (Hautes-Alpes) et les d’Autane, derniers seigneurs du fief de 1757 à la Révolution française. Ces bâtisses sont assimilées à des châteaux, le plus imposant d'entre eux est celui des d’Autane implanté sur la place du même nom ; il surprend par ses dimensions importantes et son style du XVIIe siècle peu commun dans la région. Depuis la Révolution le château est partagé entre plusieurs propriétaires, et plusieurs transformations ont été effectuées notamment au niveau de la toiture. Les seigneurs les plus importants étaient les Requiston.
En 1390, Raymond de Turenne fait le siège du château de Vauclause.
L'histoire d'Allons est aussi liée à celle de Vauclause, cet éperon rocheux qui surplombe l'entrée dans la vallée de l'Ivoire. Au Moyen Âge, une communauté s’y était installée, près d’un château-fort dont il ne reste que quelques pans de murs. Cette communauté comptait douze feux en 1315 et n’avait aucune église. Elle est fortement dépeuplée par la crise du XIVe siècle (Peste noire et guerre de Cent Ans) et annexée par celle d’Allons. Le fief de Vauclause était distinct de celui d'Allons, et le resta jusqu'à la Révolution. Aujourd'hui on y trouve une ferme de grandes dimensions qui fait l'objet de travaux de restauration.

### De la fin du Moyen Âge à la Révolution française
En 1745, les habitants se révoltent contre une demande de l’évêque de Senez, qui fait enlever le buste de saint Domnin, patron de l’église paroissiale mais dont le culte est jugé dépassé, voire trop proche de rites païens. La résistance villageoise provoque un déplacement de l’évêque, Mgr de Vocance, qui est bousculé, ses vêtements déchirés. Devant la menace d’intervention militaire, les habitants font mine de céder, mais en fait cachent le buste et continuent leurs dévotions.

### Depuis la Révolution française
Il y avait deux moulins dans la commune, sur le Verdon et sur l'Ivoire aux abords du village.
La Révolution et l’Empire apportent nombre d’améliorations, dont une imposition foncière égale pour tous, et proportionnelle à la valeur des biens de chacun. Afin de la mettre en place sur des bases précises, la levée d’un cadastre est décidée. La loi de finances du 15 septembre 1807 précise ses modalités, mais sa réalisation est longue à mettre en œuvre, les fonctionnaires du cadastre traitant les communes par groupes géographiques successifs. Ce n’est qu’en 1838 que le cadastre dit napoléonien d’Allons est achevé.
Comme de nombreuses communes du département, celle d’Allons se dote d’écoles bien avant les lois Jules Ferry : en 1863, l’école installée au chef-lieu dispense une instruction primaire aux garçons. Aucune instruction n’est donnée aux filles : ni la loi Falloux (1851), qui impose l’ouverture d’une école de filles aux communes de plus de 800 habitants, ni la première loi Duruy (1867), qui abaisse ce seuil à 500 habitants, ne concernent Allons. La commune profite de la deuxième loi Duruy (1877) pour construire une école neuve, et ce n’est qu’avec les lois Ferry que les filles d’Allons sont régulièrement scolarisées.
Le tunnel de la Colle est achevé en 1903, et la totalité de la ligne entre Saint-André et Nice est inaugurée du 5 au 7 août 1911 en présence de Victor Augagneur, ministre des Travaux Publics.
Au XXe siècle, l'économie agricole de polyculture vivrière évolue vers une spécialisation dans la lavande, qui est transformée sur place dans trois distilleries. Le moulin du Verdon est transformé en scierie. Ces activités sont aujourd'hui abandonnées.

## Héraldique
| Blason de Allons (Alpes-de-Haute-Provence) | Blason  | De gueules à un château donjonné de trois tours d’or maçonnées de sable,. |
| Blason de Allons (Alpes-de-Haute-Provence) | Détails | Le statut officiel du blason reste à déterminer.                          |

## Politique et administration
| Période                                  | Période                     | Identité           | Étiquette | Qualité                                                                                    |
| ---------------------------------------- | --------------------------- | ------------------ | --------- | ------------------------------------------------------------------------------------------ |
| mai 1945                                 |                             | Simon Galfard      | Résistant | Ancien Résistant, se présente sous cette étiquette.                                        |
|                                          |                             |                    |           |                                                                                            |
| 1983 (?)                                 | 2014                        | Élie Galfard,      | PS        |                                                                                            |
| avril 2014                               | En cours (au 16 avril 2014) | Christophe Iacobbi | DVG       | Fonctionnaire, président du conseil d'administration de l'Ircantec à compter d'avril 2021. |
| Les données manquantes sont à compléter. |                             |                    |           |                                                                                            |

### Intercommunalité
Allons a fait partie, jusqu'en 2016, de la communauté de communes du Moyen Verdon ; depuis le 1er janvier 2017, elle est membre de la communauté de communes Alpes Provence Verdon - Sources de Lumière.

## Urbanisme

### Typologie
Au 1er janvier 2024, Allons est catégorisée commune rurale à habitat dispersé, selon la nouvelle grille communale de densité à 7 niveaux définie par l'Insee en 2022.
Elle est située hors unité urbaine et hors attraction des villes,.

### Occupation des sols
L'occupation des sols de la commune, telle qu'elle ressort de la base de données européenne d’occupation biophysique des sols Corine Land Cover (CLC), est marquée par l'importance des forêts et milieux semi-naturels (92,5 % en 2018), une proportion identique à celle de 1990 (92,5 %). La répartition détaillée en 2018 est la suivante : forêts (75,8 %), milieux à végétation arbustive et/ou herbacée (16 %), prairies (7,5 %), espaces ouverts, sans ou avec peu de végétation (0,7 %).
L'évolution de l’occupation des sols de la commune et de ses infrastructures peut être observée sur les différentes représentations cartographiques du territoire : la carte de Cassini (XVIIIe siècle), la carte d'état-major (1820-1866) et les cartes ou photos aériennes de l'IGN pour la période actuelle (1950 à aujourd'hui).

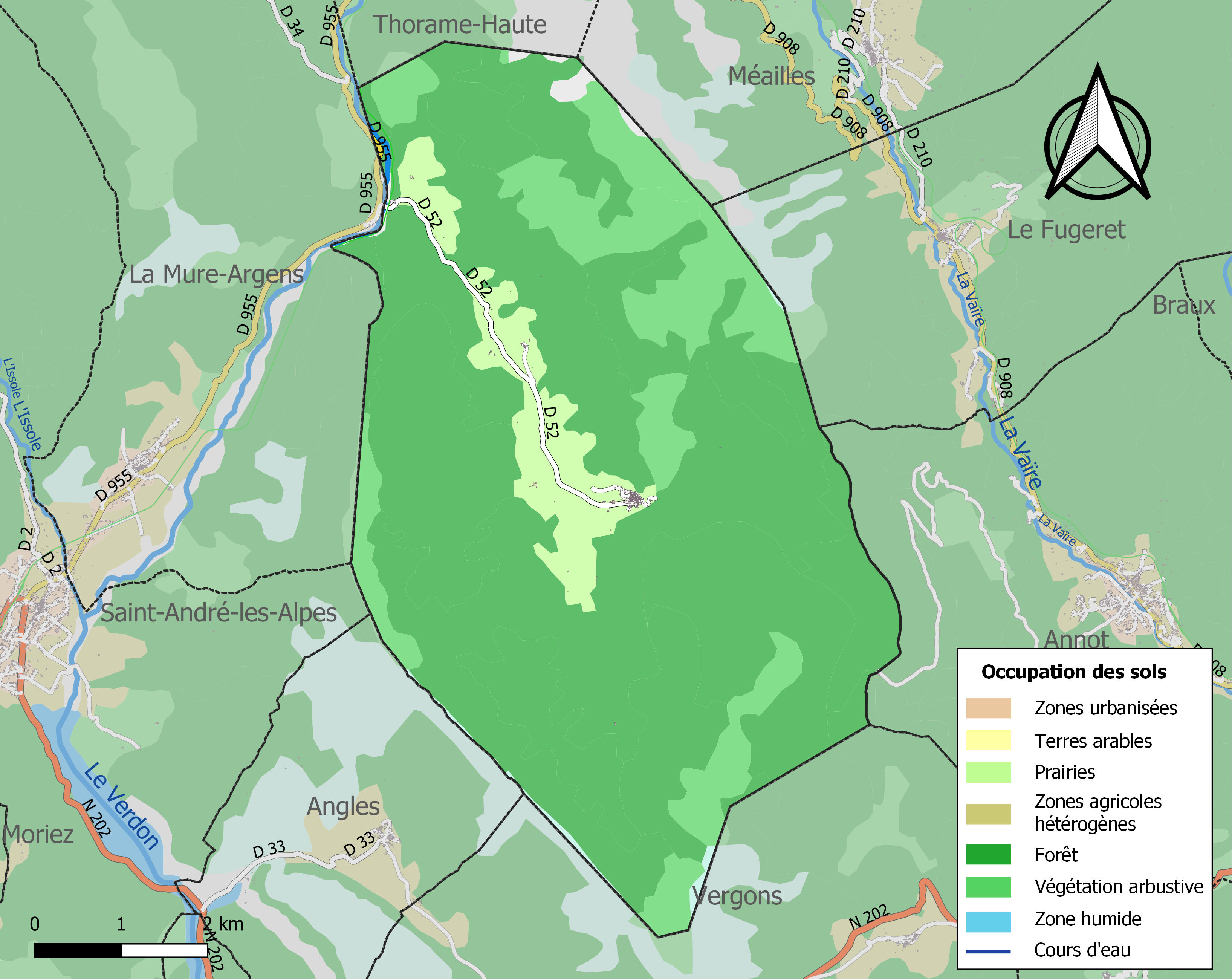
Carte de l'occupation des sols de la commune en 2018 (CLC).

### Planification de l'aménagement
La communauté de communes Alpes Provence Verdon - Sources de Lumière, créée le 24 novembre 2016 avec effet le 1er janvier 2017, regroupe désormais 41 communes. Cet établissement public de coopération intercommunale (EPCI) s'est engagé dans une démarche d’élaboration d’un plan local d'urbanisme intercommunal (PLUi).

### Budget et fiscalité
| Taxe                                        | Part communale | Part intercommunale | Part départementale | Part régionale |
| ------------------------------------------- | -------------- | ------------------- | ------------------- | -------------- |
| Taxe d'habitation                           | 10,00 %        | 0,88 %              | 5,53 %              | 0,00 %         |
| Taxe foncière sur les propriétés bâties     | 15,50 %        | 2,53 %              | 14,49 %             | 2,36 %         |
| Taxe foncière sur les propriétés non bâties | 40,05 %        | 3,33 %              | 47,16 %             | 8,85 %         |
| Taxe professionnelle                        | 16,47 %        | 2,11 %              | 10,80 %             | 3,84 %         |

La part régionale de la taxe d'habitation n'est pas applicable. La taxe professionnelle est remplacée en 2010 par la cotisation foncière des entreprises (CFE) portant sur la valeur locative des biens immobiliers et par la contribution sur la valeur ajoutée des entreprises (CVAE) (les deux formant la contribution économique territoriale).
Chiffres clés Revenus et pauvreté des ménages en 2014.

## Population et société

### Démographie
Les habitants sont nommés les Allonsais.
En 2022, la commune d’Allons comptait 125 habitants. À partir du XXIe siècle, les recensements réels des communes de moins de 10 000 habitants ont lieu tous les cinq ans (2008, 2013, 2018 pour Allons). Les autres chiffres sont des estimations.
| 1765 | 1793 | 1800 | 1806 | 1821 | 1831 | 1836 | 1841 | 1846 |
| ---- | ---- | ---- | ---- | ---- | ---- | ---- | ---- | ---- |
| 359  | 330  | 350  | 359  | 467  | 488  | 517  | 466  | 408  |

| 1851 | 1856 | 1861 | 1866 | 1872 | 1876 | 1881 | 1886 | 1891 |
| ---- | ---- | ---- | ---- | ---- | ---- | ---- | ---- | ---- |
| 378  | 355  | 340  | 315  | 284  | 292  | 277  | 272  | 214  |

| 1896 | 1901 | 1906 | 1911 | 1921 | 1926 | 1931 | 1936 | 1946 |
| ---- | ---- | ---- | ---- | ---- | ---- | ---- | ---- | ---- |
| 195  | 173  | 194  | 187  | 179  | 176  | 163  | 145  | 112  |

| 1954 | 1962 | 1968 | 1975 | 1982 | 1990 | 1999 | 2006 | 2008 |
| ---- | ---- | ---- | ---- | ---- | ---- | ---- | ---- | ---- |
| 96   | 61   | 64   | 65   | 62   | 73   | 81   | 120  | 131  |

| 2013 | 2018 | 2022 | - | - | - | - | - | - |
| ---- | ---- | ---- | - | - | - | - | - | - |
| 145  | 138  | 125  | - | - | - | - | - | - |

| 1315    | 1471    |
| ------- | ------- |
| 89 feux | 19 feux |

## Économie
Les seuls emplois sur la commune sont trois agriculteurs et deux entreprises de maçonnerie, plus un camping au bord du Verdon et un bar qui ouvrent en période estivale. La plus grande partie de la population active travaille à l'extérieur de la commune et pour certains à Digne-les-Bains.
Il y a 4 éleveurs ovins sur la commune. Une entreprise de maçonnerie et un auto-entrepreneur.

## Équipements et services

### Enseignement
Les établissements d'enseignement les plus proches :
- écoles maternelles : Thorame-Haute, Senez ;
- écoles primaires : Braux, Thorame-Haute, Senez ;
- collèges à Annot, Saint-André-les-Alpes.

### Santé
Des médecins de garde sont joignables à : Oraison, Manosque, Sisteron, Digne-les-Bains, Gréoux-les-Bains, Riez.
Les pharmacies les plus proches sont à Annot et Saint-André-les-Alpes.

## Vie locale
Une association locale dénommée les « estubés-Allons » organise des animations tout au long de l'année.

### Cultes
Culte catholique, paroisse (Allons, Saint-Martin), diocèse de Digne-les-Bains, Riez et Sisteron.

## Lieux et monuments
À Vauclause, les restes du château sont appelés la Tour Sarrazine.
- La commune compte plusieurs chapelles : chapelle Saint-Martin (en ruines)[59] ; chapelle Saint-Domnin, sur l’Ivoire, et plusieurs demeures seigneuriales, parfois qualifiées de châteaux[60] :
  - trois dans le village ;
  - une à Vauclause, en ruines ;
  - une à la Moutière.
- L’église Saint-Martin, paroissiale[61],[62], compte un mobilier intéressant, dont plusieurs objets ont fait l’objet d’une inscription à l’inventaire au titre des monuments historiques :
  - un buste-reliquaire de saint Dommin, premier évêque de Digne, en bois sculpté et doré, placé sur des brancards de procession[63]  et sauvé de la destruction en 1745[27] ;
  - un ostensoir en forme de soleil, en argent repoussé et ciselé, de la fin du XIXe siècle ou du début du XXe[64] ;
  - un calice doré, de la deuxième moitié du XIXe siècle[65], et un calice d’argent richement orné, signé Dejean[66], du milieu du XIXe siècle ;
  - les saints Dommin et Martin admirant le Sacré-Cœur, tableau d’avant 1858[67] ;
  - de petites statues, de saint Joseph, datée de 1856[68], et une Vierge à l’Enfant, de 1881[69].
- Plusieurs tableaux peints par Fidèle Patritti se trouvent dans l’église et sont aussi classés :
  - une Résurrection (1851)[70] ;
  - une Annonciation, d’avant 1858[71]  (hauteur : 145 cm ; largeur : 117 cm) de composition classique, avec la Vierge agenouillée, soumise et sereine, baignant dans un rai de lumière qui descend du Ciel. Face à elle, l’archange Gabriel lui porte le message divin[72]. ;
  - une Donation du Rosaire (1851)[73].
- L'ancien four communal a été inauguré en 2009 après avoir été rénové dans la rue du Four[74].
- Le monument aux morts[75].
- Des oratoires et croix de chemin[76].
- Des fontaines-lavoirs :
  - Fontaine lavoir 1927[77].
  - Fontaine lavoir lieu-dit la Moutière[78].

## Personnalités liées à la commune
- Jean-Jacques Béraud, né à Allons en 1753 et mort à Carthagène en 1794, religieux et ingénieur hydraulicien[79].
- Joseph de Richery (1757-1798), contre-amiral.
- Charles-Alexandre de Richery[80], né à Allons[81], évêque de Fréjus (1823-1829) puis archevêque d’Aix-en-Provence.